# Antonio Casimir Cartellieri
Antonio Casimir Cartellieri (né le 27 septembre 1772 à Gdańsk – mort le 2 septembre 1807 à Liebshausen) est un compositeur, violoniste et chef d'orchestre allemand, né de père italien et de mère lettone, tous deux chanteurs d’opéra.
Ses parents se séparent aux alentours de 1786 et il part vivre avec sa mère à Berlin. C’est là qu’il étudie la composition. En 1791, il devient le compositeur du comte Oborsky en Pologne. En 1793, il revient avec le comte à Berlin, où son premier opéra est créé. Il part ensuite avec le comte pour Vienne, où il approfondit ses études de la composition avec Johann Georg Albrechtsberger et peut-être Antonio Salieri.
Le 29-30 mars 1795, la première de son oratorio Gioas re di Giuda a lieu au Burgtheater de Vienne. Lors de l’entracte, le Concerto pour piano no 2 de Beethoven est joué ; c'est la première œuvre de Beethoven jouée en public.
Le prince Joseph Franz von Lobkowitz (1772-1816) l’engage en 1796 en tant que maître de chapelle, professeur de chant et violoniste, postes qu’il occupera jusqu’à sa mort.
Il participe à la création publique de plusieurs œuvres de Beethoven, dont il est l’ami, parmi lesquelles sa Symphonie no 3 et son Triple Concerto.
Il exerce également comme chef d'orchestre.

## Œuvres
Opéras
- Die Geisterbeschwörung (1793)
- Anton (1796)
- Anagarda Regina di Boemia (1799)
- Der Rübezahl (1801)
- Il Secreto (1804)
- Atalinda
- Il duello fortunato
- Il giudice nella propria causa

Œuvres chorales
- Kontimar und Zora
- Siegesfeier (1797)

Musique de chambre et concertante
- Quatuor no 3 , en si bémol majeur, pour clarinette et cordes
- Concerto pour clarinette no 3 et orchestre de chambre en mi bémol majeur
- Concerto pour deux clarinettes et orchestre en si bémol majeur

## Discographie
- Viennese Wind Divertimenti, Consortium Classicum
- Bläsersextette, Dieter Klöcker, Consortium Classicum - MDG/Naxos 301 1177-2
- Christmas Oratorio, Chorus Musicus Cologne, The New Orchestra, The New Orchestra
- Concerto for 2 Clarinets; Movement for Clarinet; Concerto for Flute, The Czech Philharmonic Chamber Orchestra - MDG 301 0960-2
- Concertos pour clarinette et orchestre par Dieter Klöcker (clarinette) et le Prager Kammerorchester (MDG Gold 301 0527-2, 1996)